# Новий друк
ТОВ «Новий друк» — видавничо-поліграфічний комплекс у Києві. Заснований у 1996 році.
На підприємстві друкуються періодичні видання: «Галицькі контракти», «Наш досуг», «Вся неделя», «Афіша», «Пассаж», «Інвест-газета», «Бухгалтерский учет», «Здоровая семья», «Теннис», «Охорона праці», «Три Т», «Мой компьютер», «Е-mobil», «Ego», «What's on», «Коммерсантъ», «Kiev Weekly», «Kiev Post», «За рулем», «Деловая столица», «Эксперт», у тому числі видання видавництв «Эдипресс», «Бурда», «ДеАгостини», «Мистецтво», «Либідь», «Казка», «Картография», «А-ба-ба-га-ла-ма-га», «Национальный художественный музей», а також виробники: «Оболонь», «Шустов», пивоварня «Чех», «Экми», «Браун», «Атлант», «Росинка», банки «Райффайзен банк Аваль», «Укрексімбанк», «Сбербанк Росії», друкується велика кількість упаковок для чаю, лікарських препаратів, упаковка для обідів у літаку.
Виробництво нараховує 75 одиниць нового обладнання розташованого на офісно-виробничих площах 25 тисяч м². Всього зайнято у виробництві 500 спеціалістів.
Обсяг виробництва щомісяця становить понад 30 мільйонів гривень. У місяць, перероблюється більше тисячі тон паперу. Серед замовників друкарні — компанії США, Франції, Німеччини, Великої Британії, Швейцарії, Фінляндії, які працюють на ринку України: «Billa», «Obi», «Oriflame», «Новая линия», «Фора», «Агромат», «Фокстрот», «Мегамаркет», «Еко-маркет», «Сильпо», «Космо», «Караван», «Перекресток», «Наш край», «Велика кишеня».
Типографія обладнана сучасним устаткуванням: два СТР для виводу фотоформ, три рольових офсетних машини «Heidelberg M-600» с одночасною порізкою і склейкою продукції, ротаційні машини «WEB-16», газетно-книжні машини «Goss Community», «Solna», три листові офсетні машини «Heidelberg SpeedMaster», сучасна лінія книжного виробництва, шість вкладочно-швейно-різальних машин, три фальцевальних машини, три термосклеювальних машини, у тому числі автоматизована лінія «Колбус»,  термоупаковочна машина з одночасною персоналізацією адрес, висікально-склеювальне обладнання, дві лакувальні машини.
29 травня 2010 року в м. Прага ТОВ «Новий друк» була вручена нагорода за перемогу в міжнародному конкурсі серед типографій Європи і Центрального Сходу «Найкращий друк 2010 р.» за версією Sappi. Нагорода отримана у номінації «рольовий друк».